# كارل هاينيمان
كارل هاينيمان (بالألمانية: Karl Heinemann)‏ هو أستاذ جامعي ألماني، ولد في 9 مارس 1857 في Iława ‏ في بولندا، وتوفي في 4 يوليو 1927 في لايبزيغ في ألمانيا.